# Othreis dioscoreae
Othreis dioscoreae là một loài bướm đêm trong họ Erebidae.